# تومي اندروز
تومي اندروز (26 أغسطس 1890 في أستراليا - 28 يناير 1970 في أستراليا) (بالإنجليزية: Tommy Andrews)‏ هو لاعب كريكت أسترالي. شارك مع منتخب أستراليا الوطني للكريكت. أما مع النوادي، فقد لعب مع فريق جنوب ويلز الجديد للكريكت ‏.

## وصلات خارجية
- تومي اندروز على موقع إي آس بي آن كريك إنفو (الإنجليزية)